# 7,62 cm PaK 36(r)
Il 7,62 cm Panzerabwehrkanone 36(russisch) (abbreviato in 7,62 PaK 36(r)) era un cannone controcarro tedesco utilizzato dalla Wehrmacht durante la seconda guerra mondiale, ottenuto modificando il cannone sovietico 76,2 mm M1936 di preda bellica. Quando giunsero sul campo di battaglia, questi cannoni erano in grado di distruggere, alle normali distanze di combattimento, qualsiasi carro armato allora in servizio. Anche se pesante e con capacità di penetrazione leggermente inferiori rispetto al Pak 40, non vi è dubbio che la modernizzazione del F-22 fornì alla Wehrmacht un'arma molto efficace, e a una frazione del costo di produzione ex novo.

## Storia

### Sviluppo
Subito dopo l'invasione tedesca dell'URSS nel 1941, le unità della Wehrmacht si scontrarono con i nuovi carri armati sovietici T-34 e KV. La spessa corazza inclinata di questi veicoli conferiva loro un buon grado di protezione contro le armi anticarro tedesche. Questa situazione portò alla richiesta di armi più potenti in grado di distruggere i suddetti carri da lunga distanza. La Germania aveva già un progetto adeguato alle esigenze, il 7,5 cm PaK 40, che era entrato in produzione alla fine del 1941 ma i primi pezzi non sarebbero stati consegnati fino al 1942. Fino a quando non ne fosse stato disponibile un numero adeguato, erano necessarie soluzioni provvisorie.

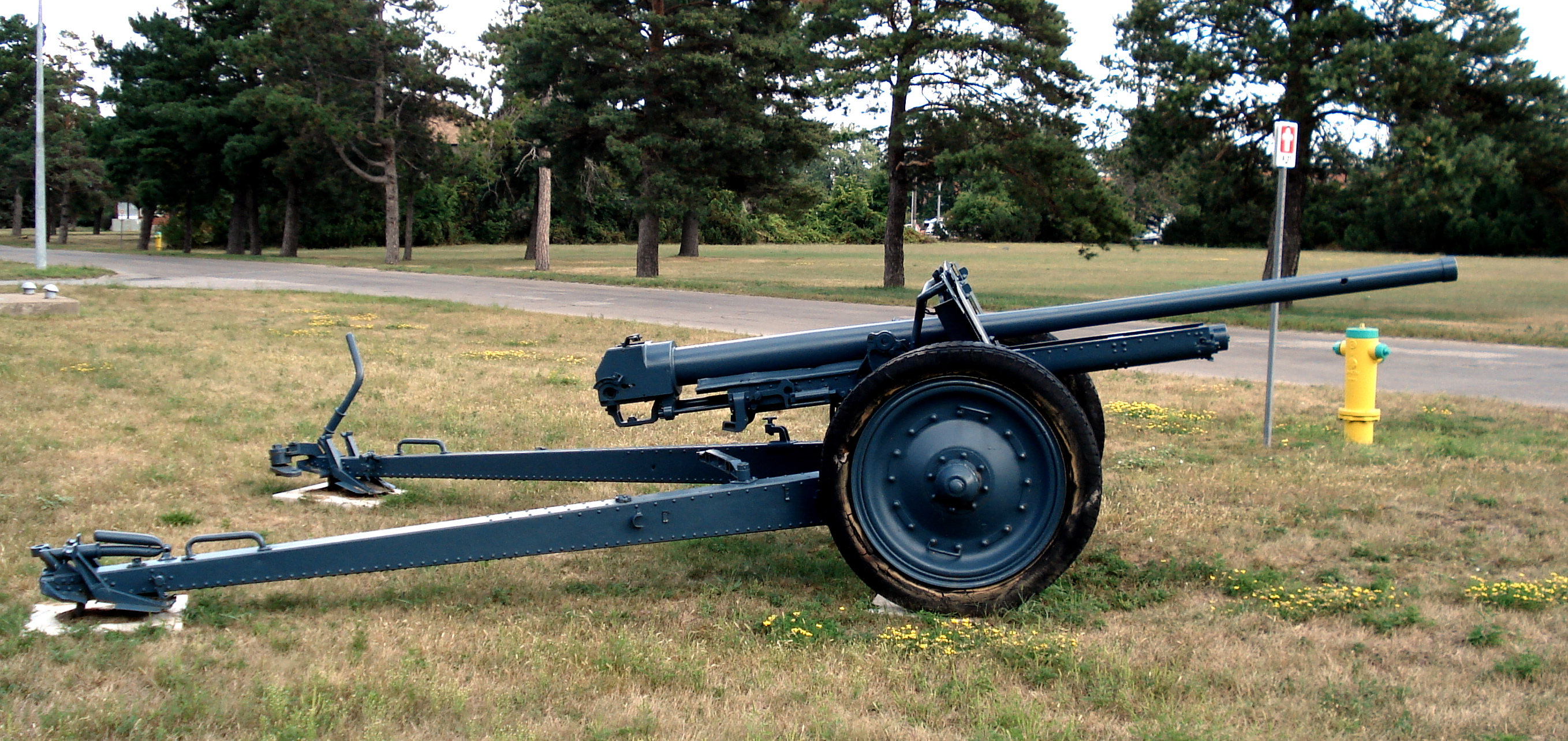
FK 36(r), vista laterale

Nelle prime fasi dell'Operazione Barbarossa, i tedeschi avevano catturato un gran numero (circa 1 300) di cannoni da campagna divisionali sovietici 76,2 mm M1936 (F-22). Sviluppato fin dall'inizio con capacità anticarro, il cannone sovietico aveva potenti qualità balistiche ed era stato progettato per utilizzare una munizione più potente di quella effettivamente impiegata. Tuttavia, per il ruolo controcarri il pezzo presentava alcuni difetti: lo scudo era troppo alto, la postazione dei serventi era scomoda ed il sistema di puntamento era più adatto all'originale ruolo divisionale. Con un notevole risparmio di tempo gli ingegneri tedeschi furono in grado di modificare rapidamente l'F-22 , che fino a quel momento era stato adottato nella versione originale come 7,62 cm FK 296(r). Alla fine del 1941 partì il primo programma di modernizzazione. Le modifiche iniziali che portarono i cannoni russi allo standard 7,62 cm Feldkanone 36(russisch) (abbreviato in 7,62 cm FK 36(r)) furono effettuate dalla Hanomag e comprendevano:
- rimozione della sezione superiore dello scudo, che veniva sovrapposta alla parte inferiore rimasta per aumentarne lo spessore; lo scudo era tenuto in posizione dai sostegni standard del 5 cm PaK 38;
- inversione della scatola degli ingranaggi per il brandeggio e l'elevazione, con spostamento del volantino sul lato del puntatore, a sinistra; poiché l'albero del volantino attraversava il settore verticale della culla, l'elevazione veniva limitata a 18°;
- sostituzione del sistema di puntamento russo con un apparato simile a quello del Pak 38, che poteva montare il mirino telescopio standard ZF3×8 o le ottiche metalliche d'emergenza. Come sul PaK 40 e sul PaK 97/38, gli organi di mira erano predisposti per l'installazione del dispositivo di puntamento indiretto Aushilfsrichtmittel 38 (ARM 38).

I primi F-22 convertiti mantenevano le munizioni russe originali (con camera di scoppio lunga 385 millimetri) ed erano distinguibili dai successori per l'assenza di freno di bocca. Queste versioni ancora intermedie ebbero diverse denominazioni, ma la principale fu FK 36(r): erano quindi ancora classificati come cannoni campali (FK, Feldkanone).
La versione migliorata successiva fu designata PaK 36(r), coerentemente con il suo ruolo controcarri, e si differenziava per:
- ricameramento per la più potente munizione del PaK 40: il bossolo era due volte più lungo di quello sovietica (da 385,3 a 715 mm) e di diametro maggiore (da 90 a 100 mm), con conseguente aumento di 2,4 volte della carica di lancio.
- adeguamento del meccanismo di rinculo alle nuove e maggiori pressioni sviluppate.

I primi cannoni furono consegnati nel febbraio 1942 ed alla fine dell'anno i tedeschi avevano convertito 358 pezzi, 169 nel 1943 e 33 nel 1944. Oltre a queste furono prodotte 894 canne per l'installazione su semovente d'artiglieria. In questi numeri sono compresi circa 300 esemplari del 7,62 PaK 39(r), ovvero 76,2 mm M1939 con modifiche simili a quelle del PaK 36(r).

### Impiego

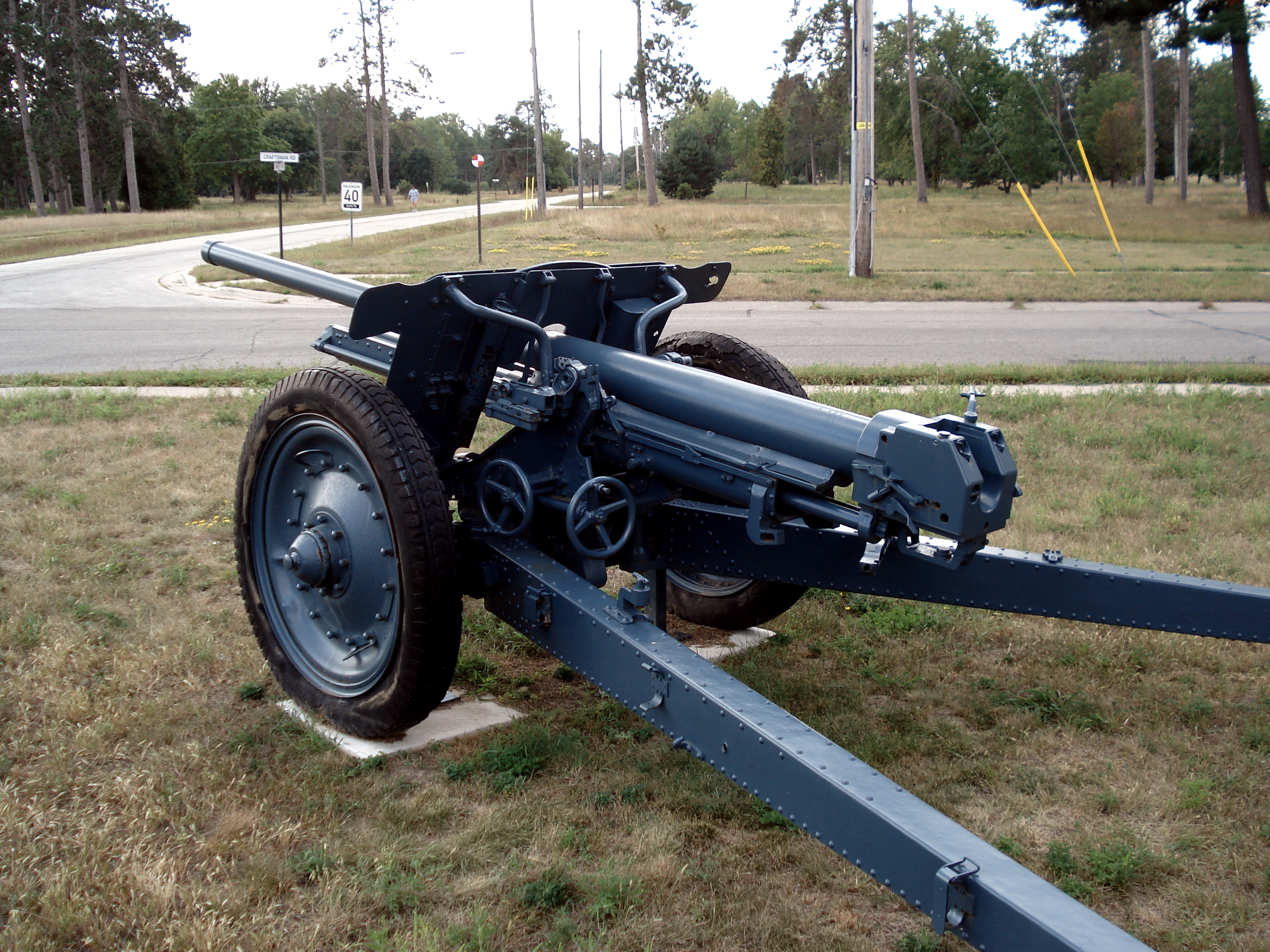
FK 36(r): culatta e manovellismi

I FK 36(r) e i Pak 36(r) furono impiegati sul fronte orientale e su quello nordafricano. Nel marzo 1942 furono impiegati nella battaglia di Bir Hacheim in Libia e nel maggio dello stesso anno erano in servizio 117 esemplari nel Deutsches Afrikakorps. Il cannone si comportò molto bene in combattimento, come dimostrato dal record del capopezzo Günter Halm, che distrusse 9 carri Mk III Valentine in una singola azione.
Nonostante fosse stato pensato come soluzione provvisoria, il cannone rimase in servizio in ruolo campale e controcarro fino alla fine della guerra: nel marzo 1945 la Wehrmacht allineava ancora 165 tra PaK 36(r) e FK 36(r).
Con le bocche da fuoco modernizzate furono realizzati due semoventi:
- 7,62 cm PaK 36(r) auf Pz.IID Marder II (Sd.Kfz. 132): cacciacarri corazzato leggero su scafo Panzer II;
- 7,62 cm Pak 36(r) auf Pz. 38(t) Marder III (Sd.Kfz. 139): cacciacarri corazzato leggero su scafo Panzer 38(t).

Un certo numero di PaK 36(r) vennero catturati dall'Armata Rossa durante la battaglia di Stalingrado ed assegnati ai battaglioni anticarro. Dopo i test risultò che i cannoni modificati dai tedeschi erano ben più affidabili degli F-22 originali, e un lotto di 50 unità venne modificato dai russi stessi in fabbrica, prima che la produzione si concentrasse totalmente sul 57 mm M1943 (ZiS-2).

## Tecnica
I FK 36(r) e i PaK 36(r) avevano un affusto ruotato a code divaricabili e sospensioni a balestra trasversale. Le ruote a disco metallico erano dotate di pneumatici riempiti a schiuma. La bocca da fuoco aveva un otturatore semi-automatico a cuneo verticale. Il freno di sparo consisteva di un cilindro idraulico e di un recuperatore idropneumatico. L'arma non era dotata di avantreno e quindi non era adatto al traino animale.

## Munizionamento
| Munizioni disponibili |                    |           |                      |                            |             |
| Tipo                  | Modello            | Peso (kg) | Carica (g)           | Velocità alla volata (m/s) | Gittata (m) |
| Proietti anticarro    |                    |           |                      |                            |             |
| APCBC/HE              | 7,62 cm Pzgr.39    | 7,6       | 24 di RDX            | 740                        | 4000        |
| APCR                  | 7,62 cm Pzgr.40    | 4,065     | -                    | 990                        | 700         |
| Granate esplosive     |                    |           |                      |                            |             |
| HEAT                  | 7,62 cm Gr.38 Hl/B | 4,62      | 510                  | 450                        | 1000        |
| HEAT                  | 7,62 cm Gr.38 Hl/С | 5,05      | 510                  | 450                        | 1000        |
| HE-frammentazione     | 7,62 cm Gr.34      | 6,25      | 550 di amatolo 40/60 | 550                        | 10000       |

| Capacità di penetrazione |                            |                            |
| 7,62 cm Pzgr.39          |                            |                            |
| Distanza (m)             | Angolo di impatto 60° (mm) | Angolo di impatto 90° (mm) |
| 0                        | 108                        | 133                        |
| 457                      | 98                         | 120                        |
| 915                      | 88                         | 108                        |
| 1,372                    | 79                         | 97                         |
| 1,829                    | 71                         | 87                         |
| 7,62 cm Pzgr.40          |                            |                            |
| Distanza (m)             | Angolo di impatto 60° (mm) | Angolo di impatto 90° (mm) |
| 0                        | 152                        | 190                        |
| 457                      | 118                        | 158                        |
| 915                      | 92                         | 130                        |
| 1,372                    | 71                         | 106                        |
| 1,829                    | 55                         | 84                         |